# 马赖韦尼耶
马赖韦尼耶（法語：Marais-Vernier，法語發音：[maʁɛ vɛʁnje]）是法国厄尔省的一个市镇，位于该省西北部，属于贝尔奈区。其附近设有同名的自然保护区。

## 地理
马赖韦尼耶（49°25'23"N, 0°27'12"E）面积24.98 平方千米，位于法国诺曼底大区厄尔省，该省份为法国北部内陆省份，北起滨海塞纳省，西接奧恩省和卡爾瓦多斯省，南至厄尔-卢瓦省，东临瓦兹省、瓦兹河谷省和伊夫林省。
与马赖韦尼耶接壤的市镇（或旧市镇、城区）包括：布克隆、塞纳河畔基耶伯夫、拉塞尔朗格、唐卡维尔。

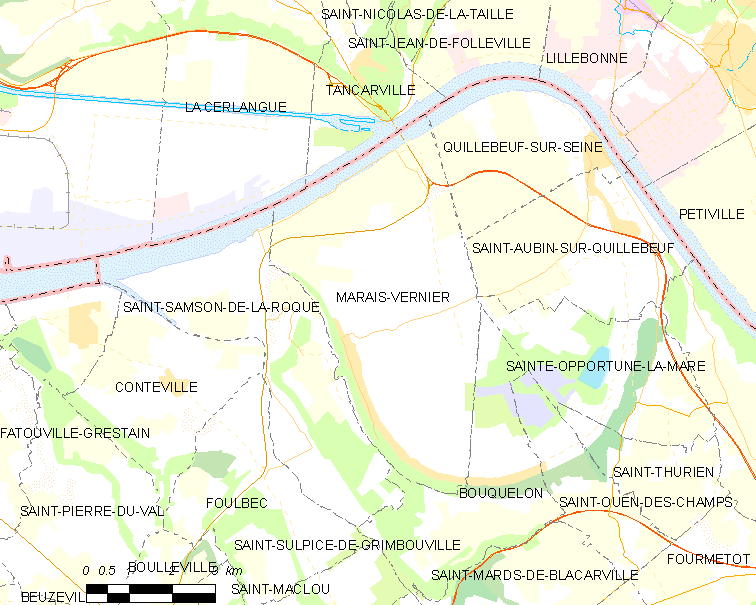
马赖韦尼耶的OSM定位图

马赖韦尼耶的时区为UTC+01:00、UTC+02:00（夏令时）。

## 行政
马赖韦尼耶的邮政编码为27680，INSEE市镇编码为27388。

## 政治
马赖韦尼耶所属的省级选区为阿沙尔堡县。

## 人口

1962-2008年间马赖韦尼耶人口变化图示

马赖韦尼耶于2022年1月1日时的人口数量为473人。